# Pier Paolo Pasolini

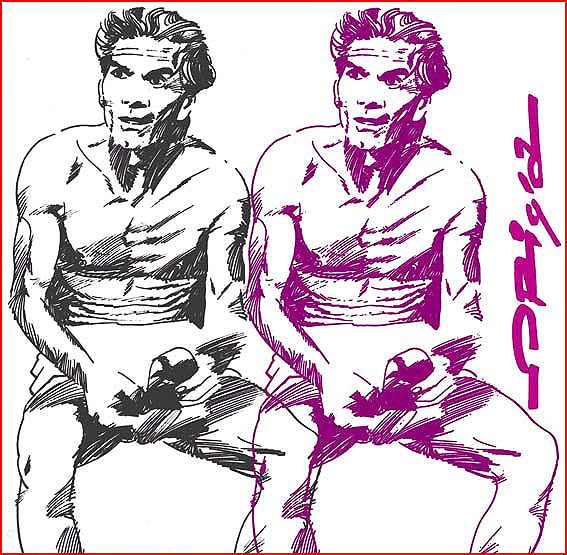
Pier Paolo Pasolini, gezeichnet von Graziano Origa, 1976

Pier Paolo Pasolini (* 5. März 1922 in Bologna; † 2. November 1975 in Ostia) war ein italienischer Filmregisseur, Dichter und Publizist.

## Leben

### Kindheit und Jugend
Pasolini wurde 1922 als Sohn des Berufsoffiziers Carlo Alberto Pasolini und der Volksschullehrerin Susanna Colussi im Haus Via Borgonuovo 4 in Bologna geboren. Prägend wurde für den Jugendlichen das ländliche Städtchen Casarsa della Delizia, wo seine Großeltern mütterlicherseits lebten. Dort verbrachte er die Schulferien und lernte das friaulische Landleben kennen. Die Anfänge seiner schriftstellerischen Bemühungen seit seinem siebten Lebensjahr gehen auf diese Zeit und Umgebung zurück. Es entstand früh ein Lyrikband in friaulischer Sprache (Poesie a Casarsa, 1942).
In einem in Bologna aufgenommenen Studium der Kunstgeschichte bei Roberto Longhi, das er wegen des Zweiten Weltkrieges aufgab, setzte er sich vor allem mit der Malerei der italienischen Renaissance auseinander, speziell mit Masaccio und Pontormo. Diese Studien beeinflussten Pasolinis spätere Filmarbeiten nachhaltig.
Während der Kriegsjahre, die er gemeinsam mit seiner Mutter in Casarsa verbrachte, unterrichtete er als Lehrer die Kinder des Ortes im Raum des großelterlichen Hauses, das für die Lehrtätigkeit eingerichtet worden war. In dieser Zeit begann Pasolini, seine Homosexualität zu entdecken, die er, wie er später berichtete, zum ersten Mal als Wonnegefühl beim Betrachten der Kniekehlen fußballspielender Jungen spürte. Das Ringen um Beziehungen zu den bäuerlichen Jungen des Ortes wurde ihm bei der allgemeinen Ächtung der Homosexualität zu Lust und (Gewissens-)Qual. In Casarsa erfuhren er und seine Mutter vom Tod seines Bruders Guido am 7. Februar 1945, der im Massaker von Porzûs umgekommen war. Er war als Angehöriger der vorwiegend katholischen Widerstandsgruppe Brigate Osoppo in deren Hauptquartier bei Porzus von Mitgliedern der kommunistischen, mit den jugoslawischen Titopartisanen verbündeten Gruppi di Azione Patriottica unter dem Vorwurf des Verrats gefangen genommen und erschossen worden.

### Beruflicher Werdegang
Nach Kriegsende begann Pier Paolo Pasolini, in Casarsa als Volksschullehrer an einer staatlichen Schule zu unterrichten. Pasolini zeigte ein besonderes pädagogisches Geschick im Umgang mit den Kindern und Jugendlichen. Er schien intuitiv die Themen und Probleme, die die Heranwachsenden bewegten, zu erspüren und verknüpfte dieses Wissen um die persönliche Lebenssituation der Schüler mit schulpädagogischen und didaktischen Zielsetzungen. Seine pädagogischen und didaktischen Methoden waren in besonderer Weise flexibel, variabel und handlungsbezogen. Pasolini nahm auf diese Weise vieles von dem vorweg, was seit den 1970er Jahren als schülerorientierter Unterricht bezeichnet wurde. Gleichzeitig gewann für ihn politisches Engagement immer mehr an Bedeutung. In der Folgezeit schloss er sich der Kommunistischen Partei Italiens (KPI) an. Am 29. August 1949 bezahlte Pasolini beim Fest Santa Sabina in Ramuscello drei Sechzehnjährige fürs Masturbieren. Diese bezichtigten ihn später unsittlicher Handlungen. Pasolini bestätigte bei der Polizei, dass die Aussagen der Jungen „teilweise oberflächlich betrachtet zutreffen“. Nach mehreren Gerichtsverfahren wurde er jedoch freigesprochen. Das Bekanntwerden und die öffentliche Diskussion seiner Homosexualität bewirkten, dass er trotz der Solidaritätsbekundungen und Petitionen der örtlichen Bevölkerung aus seinem Lehramt entlassen wurde. Die KPI schloss ihn aus ihren Reihen aus, verbunden mit dem Hinweis auf „die verderblichen Einflüsse gewisser ideologischer und philosophischer Strömungen der diversen Gide, Sartre und anderer dekadenter Poeten und Literaten, die sich als Progressisten gebärden wollen, in Wirklichkeit aber die schändlichsten Seiten der bürgerlichen Verkommenheit auf sich vereinen“. Da Pasolini ohne seine Lehrerstelle keine ökonomische Lebensgrundlage mehr besaß, ging er 1950 mit seiner Mutter nach Rom.

### Arbeit als Schriftsteller
Nach anfänglicher Erwerbslosigkeit und mit erheblicher Sorge um den sozialen Statusverlust seiner Mutter gelang es Pasolini, zunächst durch gering vergütete Lehrtätigkeiten und erste freiberufliche schriftstellerische Arbeiten (u. a. Mitarbeit an Drehbüchern für Luis Trenker, Mauro Bolognini und Federico Fellini), in Rom Fuß zu fassen. Erste Kontakte mit Intellektuellen und Künstlern (u. a. zu Laura Betti und Alberto Moravia) bahnten sich an.
Daneben fühlte sich Pasolini aber stets auch zum Milieu der römischen Vorstädte (borgate) hingezogen. Wie zuvor schon in der bäuerlich geprägten Gesellschaft des Friauls, entdeckte er in den borgate eigenständige kulturelle Traditionen und Wertvorstellungen, die sich von den kleinbürgerlichen Vorstellungen seines eigenen Umfeldes deutlich unterschieden. Für diese einfachen Leute in ihren wirtschaftlich schwierigen Verhältnissen empfand er eine tiefe Sympathie, mit ihnen fühlte er sich wohl. Er entwickelte ein engagiertes Interesse am Aufzeigen und der Änderung der sozialen Missstände.
Sein Romandebüt Ragazzi di Vita (1955) ist denn auch in diesem Milieu angesiedelt. Pasolini verwandte darin eine für das Italien der 50er Jahre ungeheuer realistische, ja radikale Sprache, eine Art „Slang von realistischer Unmittelbarkeit“. Mit Ragazzi di Vita schilderte er nicht nur das vitale, raue, teils kleinkriminelle Leben der Jugendlichen in den Vorstädten, er idealisierte und überhöhte dieses Leben. Er setzte den ragazzi di vita ein Denkmal, zugleich beleuchtete Pasolini die (bürgerliche) Doppelmoral der italienischen Nachkriegsgesellschaft. Neben Anerkennung trug ihm der Roman auch scharfe Kritik aus Politik, Kirche und Gesellschaft sowie mehrere Gerichtsverfahren ein.
Eine Variation der literarisch verarbeiteten sozialkritischen Analysen jugendlicher Lebenswelten in den römischen Vorstädten legte Pasolini mit seinem Roman Una vita violenta (1959) vor. Mittlerweile verschaffte ihm seine umfangreiche schriftstellerische Tätigkeit, die auch kontinuierliche Kolumnen für linksgerichtete Zeitungen umfasste, eine schrittweise Besserung seiner finanziellen und materiellen Umstände. Pasolini strebte diese Verbesserung zugleich mit Blick auf seine Mutter und seinen aus der Kriegsgefangenschaft zurückgekehrten Vater an.

### Entdeckung des Films
In den 1960er Jahren entdeckte Pasolini mehr und mehr den Film als Medium für seine poetischen und sozialkritischen Zielsetzungen. Die angestrebte Zusammenarbeit mit der Filmgesellschaft Federico Fellinis scheiterte an dessen Ablehnung. Mit Accattone – Wer nie sein Brot mit Tränen aß (1961) und Mamma Roma (1962) lieferte Pasolini eine bedeutsame filmische Umsetzung seiner Vorstadtstudien, die ihm zum Teil internationales Lob der Filmkritik einbrachte. In den Filmen setzte er sich insbesondere mit den Missständen der italienischen Gesellschaft, mit subtil faschistoiden Strukturen und destruktiven Mechanismen in autoritären Systemen im Allgemeinen sowie mit den Unmöglich-/Möglichkeiten zwischenmenschlicher Beziehungen auseinander. Seine Charaktere sind häufig sozial ausgegrenzt und rebellisch. Durch die Sujets, die technische Ausführung und den Einsatz von Laiendarstellern aus dem dargestellten Milieu erscheinen seine frühen Filme als ein (höchst selbstständiger) Beitrag zum italienischen Neorealismus. Seine Figuren changieren zwischen Profanität und Transzendentalität. Bewusst inszeniert Pasolini diesen Zwiespalt. So wird Ettore Garofano, der Hauptdarsteller von Mamma Roma, am Ende durch eine wiederholende Montage und raffinierte Lichtführung zum Christus überhöht. In Das 1. Evangelium – Matthäus (1964) ist Jesus ein Heiliger, aber eben auch eine subproletarische Figur. Mit diesem Film setzte ein langsamer Wandel in Pasolinis filmischem Werk ein.

### Spätere Filmarbeiten
Ab Ende der sechziger Jahre behandelte er nicht mehr Geschichten des Subproletariats, sondern auch großbürgerliche und adlige Charaktere. Obwohl Pasolini mehrfach betonte, dass er das Bürgertum derart hasse, dass er sich künstlerisch nicht mit ihm befassen wolle, entstand 1968 der Film Teorema – Geometrie der Liebe über eine bürgerliche Familie, die nach dem Besuch eines charismatischen Gastes auseinanderbricht. Zudem befasste er sich mit Mythen und Legenden des abendländischen, aber auch des arabischen Kulturraumes: Edipo Re – Bett der Gewalt (1968), Medea (1969/1970) und „Trilogie des Lebens“, bestehend aus Decameron (1970), Pasolinis tolldreiste Geschichten (1972) und Erotische Geschichten aus 1001 Nacht (1974).
Pasolinis letzter Spielfilm entstand in seinem Todesjahr 1975: Die 120 Tage von Sodom verlagert die Handlung von de Sades gleichnamigem Roman aus dem Frankreich des 18. Jahrhunderts in die faschistische Republik von Salò am Ende des Zweiten Weltkriegs. Wegen der expliziten Darstellung sadistischer Gewalt zählt das Werk zu den umstrittensten der Filmgeschichte und ist bis heute in vielen Ländern verboten.

### Publizistische Tätigkeit
In seinem umfangreichen publizistischen Werk analysierte und problematisierte Pier Paolo Pasolini den Niedergang der sozialen und politischen Strukturen und Institutionen, wie er ihn in der italienischen Gesellschaft der sechziger und siebziger Jahre beobachten konnte. Hauptmerkmal dieses Verfallsprozesses sei das Verschwinden der Kultur des Volkes als Grundlage des gesellschaftlichen Fortschritts und das davon induzierte Fehlen von Werten und Inhalten des menschlichen Zusammenlebens. Auslöser und tragende Kraft dieses Prozesses sei eine neue Form von Faschismus, die – anders als der Faschismus der Vorkriegszeit – von den Individuen verinnerlicht werde und in der Auslöschung des Andersseins und der kulturellen Differenzen seinen Sinn finde. Seine Erscheinungsformen sind für ihn die konformistische Anpassung an das Entwicklungsmodell des neuen Kapitalismus und das Auftreten des entsprechenden kleinbürgerlichen Menschentypus als einziges nachahmenswertes Modell. Dieser Faschismus sei ein Phänomen, das alle Teile der Gesellschaft durchdringe: davon ausgespart bleibe weder die 68er-Generation noch das Subproletariat des Landes und der Großstädte.
1972, etwa zwei Jahre nach der Ermordung des italienischen Journalisten Mauro De Mauro, begann Pasolini, für seinen von ihm unveröffentlicht gebliebenen Enthüllungsroman Petrolio (Erdöl) zu recherchieren und zu schreiben. Das Kapitel über den Mord an Enrico Mattei, einem italienischen Spitzenmanager des Erdölkonzerns Eni, wurde ihm später aus seinem Atelier gestohlen. Jahre später tauchte es wieder auf, als der frühere Berlusconi-Vertraute und Mafia-Angehörige Marcello Dell’Utri sich öffentlich dazu bekannte, Manuskriptteile von Petrolio gelesen zu haben.

### Ermordung Pasolinis

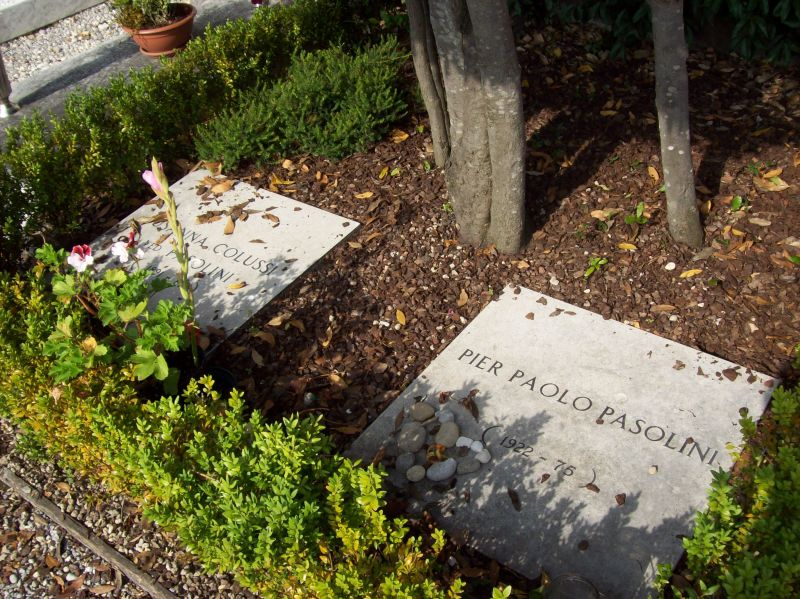
Grab Pasolinis auf dem Friedhof von Casarsa della Delizia

Am 2. November 1975 wurde Pasolini in der Nacht von Allerheiligen auf Allerseelen ermordet. Abends war er mit einem Freund zum Essen verabredet, seine Leiche wurde am Strand von Ostia, nicht weit von Rom entfernt, gefunden. Die kriminalistischen Untersuchungen ergaben, dass Pasolini mehrfach mit seinem eigenen Wagen überfahren worden war, einem Alfa Romeo 2000 GT Veloce, mit dem er in der Nacht verschwunden war. Der arte-Dokumentation Die Akte Pasolini (2013) zufolge wurden allerdings keine Reifenspuren an der Leiche festgestellt. Vielmehr wiesen die Verletzungen auf einen stumpfen Metallgegenstand als Waffe hin. Viele Tatortspuren wurden durch unsachgemäße Ermittlungsarbeit vernichtet. 1979 wurde der zum Zeitpunkt des Mordes siebzehnjährige Stricher Pino Pelosi (1958–2017) wegen dieses Mordes zu neun Jahren und sieben Monaten verurteilt. Er gestand die Tat und verbüßte seine Strafe bis 1982. Pasolini wurde im Friaul, auf dem Friedhof von Casarsa della Delizia, beigesetzt.
Der Mord an Pasolini ist bis in die Gegenwart nicht abschließend aufgeklärt. Pelosi sagte 2005 im Widerspruch zu seinem anfänglichen Geständnis, Pasolini auf Anweisung verschiedener, nicht identifizierter Auftraggeber umgebracht zu haben. Pelosi gab an, er und seine Familie seien damals mit dem Tode bedroht worden für den Fall, dass er die wahren Auftraggeber bei dem Prozess belaste. Ebenfalls 2005 widerrief Pelosi sein Geständnis gegenüber Journalisten komplett und erklärte, Unbekannte hätten Pasolini getötet.
Viele Verdächtigungen und Mutmaßungen wurden geäußert, keine einzige ließ sich beweisen. So verbreiteten Freunde und Mitglieder der Familie von Pier Paolo Pasolini in den folgenden Jahren die These, dass er Opfer von Rechtsradikalen geworden sei. Gerüchten zufolge stieß Pasolini bei der Abfassung des unvollendeten Romans Petrolio auf die kriminellen Machenschaften der staatlichen Erdölgesellschaft ENI und musste deshalb beseitigt werden. Ein Jahr vor seinem Tod veröffentlichte Pasolini in Zeitungsartikeln ahnungsvoll, dass eine Verbindung zwischen der italienischen Politik und dem organisierten Verbrechen missliebige Kommunisten durch kriminelle Handlanger ermorden lassen würde.
Bereits 1975 hatte Oriana Fallaci im italienischen Wochenmagazin L’Europeo geschrieben, Pasolini sei von einer rechtsradikalen Schlägertruppe umgebracht worden. Weil Fallaci sich weigerte, ihren Zeugen zu nennen, der unter keinen Umständen aussagen wollte, wurde sie 1978 zu vier Monaten Haft verurteilt. Die Strafe musste sie dank einer Amnestie nicht antreten.
Bei der Präsentation einer internationalen Unterschriftenkampagne von 700 Autoren – darunter Andrea Camilleri, Dacia Maraini und Bernard-Henri Lévy – im Juni 2007 forderte der römische Bürgermeister Walter Veltroni, die Justiz müsse den Fall neu untersuchen. Roms ehemaliger Kulturdezernent Gianni Borgna wies darauf hin, dass der verurteilte Täter zu häufig seine Angaben geändert habe, um glaubwürdig zu sein. Pelosis Kleidung habe keine Blutspuren des blutüberströmten Pasolini aufgewiesen. Sergio Citti, ein 2005 verstorbener enger Freund Pasolinis, hatte 2005 noch erklärt, dass Pasolini sich am Tage seines Todes bemüht habe, gestohlenes Rohmaterial seines Films Salò oder Die 120 Tage von Sodom zurückzubekommen, und er sei durch das Versprechen eines unbekannten Anrufers, das Material dort zurückzuerhalten, nach Ostia gelockt worden.
Die Untersuchungen im Fall Pasolini wurden 2010 tatsächlich wieder aufgenommen. Im März 2015 entschied die zuständige Richterin Maria Agrimi, die Akten im Fall Pasolini wieder zu schließen, da sich aus Sicht des Gerichtes keine belastbaren neuen Beweise ergeben haben: Zwar konnten an den Beweismaterialien DNA-Spuren von mindestens fünf männlichen Personen nachgewiesen werden, eine Zuordnung zu bestimmten Personen und eine zweifelsfreie zeitliche Einordnung vor oder nach der Tat konnten jedoch nicht erbracht werden.
Pino Pelosi starb am 20. Juli 2017 nach längerer Krankheit.

## Werke

### Filme
- 1961: Accattone – Wer nie sein Brot mit Tränen aß (Accattone)
- 1962: Mamma Roma
- 1962: Der Weichkäse (La ricotta) (Episode aus RoGoPaG)
- 1963: La Rabbia (zweiteiliger Filmessay)
- 1963: Ortsbesichtigungen in Palästina (Sopralluoghi in Palestina) (Dokumentarfilm)
- 1964: Gastmahl der Liebe (Comizi d’amore) (Dokumentarfilm)
- 1964: Das 1. Evangelium – Matthäus (Il vangelo secondo Matteo)
- 1966: Große Vögel, kleine Vögel (Uccellacci e uccellini)
- 1967: Hexen von heute (Le streghe) (Episode „Die Erde vom Mond aus gesehen“ (La terra vista dalla luna))
- 1967: Edipo Re – Bett der Gewalt (Edipo Re)
- 1968: Capriccio all'italiana (Episode „Che cosa sono le nuvole?“)
- 1968: Notizen für einen Film über Indien (Appunti per un film sull’India)
- 1968: Teorema – Geometrie der Liebe (Teorema)
- 1969: Liebe und Zorn (Amore e rabbia) (Episode „Die Geschichte einer Papierblume“ (La sequenza del fiore di carta))
- 1969: Der Schweinestall (Porcile)
- 1969–73: Notizen zu einer afrikanischen Orestie (Appunti per un’orestiade africana) (Filmessay)
- 1969: Medea
- 1971: Decameron (Il Decameron)
- 1971: Der 12. Dezember (12 dicembre) (Dokumentarfilm)[22][23]
- 1972: Pasolinis tolldreiste Geschichten (I racconti di Canterbury)
- 1974: Erotische Geschichten aus 1001 Nacht (Il fiore delle mille e una notte)
- 1971–74: Die Mauern von Sana’a (Le mura di Sana) (Dokumentarfilm)
- 1975: Die 120 Tage von Sodom (Salò o le 120 giornate di Sodoma)

Drehbuch
- 1955: Flucht in die Dolomiten
- 1957: Die Nächte der Cabiria (Le notti di Cabiria) (verantwortlich für die Dialoge im römischen Dialekt)
- 1959: Wir von der Straße (La notte brava), Regie: Mauro Bolognini
- 1960: Die lange Nacht von 43 (La lunga notte del ’43)
- 1960: Bel Antonio (Il bell’Antonio)
- 1961: Mädchen im Schaufenster (La ragazza in vetrina)
- 1970: Ostia, Regie: Sergio Citti

als Schauspieler
- 1960: Der Bucklige von Rom (Il gobbo)
- 1966: Mögen sie in Frieden ruh’n (Requiescant)
- 1971: Decameron (Il Decameron)
- 1971: Pasolinis tolldreiste Geschichten (I racconti di Canterbury)

### Gedichtbände (Auswahl)
- Poesie a Casarsa, 1942.
- I Pianti, 1946.
- Tal còur di un frut (Friaulische Gedichte), 1953.
- La meglio gioventù, 1954.
- Le ceneri di Gramsci, 1957 (deutsch: Gramsci’s Asche. Übersetzt von Toni und Sabina Kienlechner, Piper, München 1980).
- L’usignolo della Chiesa Cattolica, 1958 (deutsch: Die Nachtigall der katholischen Kirche. Übersetzt von Toni und Bettina Kienlechner, Piper, München 1989).
- Roma 1950, diario, 1960.
- La religione del mio tempo, 1961.
- Poesia in forma di rosa, 1964.
- Poesie dimenticate, 1965.
- Trasumanar e organizzar, 1971.
- La nuova gioventù, 1975.
- Le Poesie (Sammelband), 1975.
- Poesie e pagine ritrovate. Postum, hrsg. von Andrea Zanzotto und Nico Naldini, 1980.
- Unter freiem Himmel. Ausgewählte Gedichte. Übersetzt von Toni und Sabine Kienlechner, Wagenbach, Berlin 1982.
- Who is me (Ein Langgedicht). Übersetzt von Peter Kammerer, hochroth Verlag, Berlin 2009.
- Dunckler Enthusiasmo. Friulanische Gedichte. Übersetzt von Christian Filips. Urs Engeler, Basel/Weil am Rhein 2009.
- Nach meinem Tod zu veröffentlichen. Späte Gedichte. Herausgegeben und übersetzt von Theresia Prammer, Suhrkamp, Berlin 2021, ISBN 978-3-518-43009-5.

### Kritische und politische Schriften
- Passione e ideologia (1948–1958). Saggi, 1960 (deutsch: in Auswahl: Literatur und Leidenschaft. Über Bücher und Autoren. Übersetzt von Annette Kopetzki, Wagenbach, Berlin 1989.)
- Empirismo eretico, 1972 (deutsch: Ketzererfahrungen. Schriften zu Sprache, Literatur und Film. Übersetzt, kommentiert und mit einem Nachwort von Reimar Klein, Hanser, München 1979.)
- Scritti corsari, 1975 (deutsch: Freibeuterschriften. Aufsätze und Polemiken über die Zerstörung des Einzelnen durch die Konsumgesellschaft. Übersetzt von Thomas Eisenhardt, Wagenbach, Berlin 1975; siehe auch die Zeitschrift Freibeuter.)
- Lettere luterane, 1976 (deutsch: Lutherbriefe. Aufsätze, Kritiken, Polemiken. Übersetzt von Agathe Haag, Folio Verlag, Wien/Bozen 1996.)
- Il caos, 1979 (deutsch: Chaos. Gegen den Terror. Übersetzt von Agathe Haag und Renate Heimbucher, hrsg. von Agathe Haag, Medusa, Berlin 1981.)
- Pasolini - Bachmann. Gespräche 1963-1975. Band 1: Gespräch I bis Gespräch XVI (281 Seiten), Band 2: Kommentar Fabien Vitali (583 Seiten). Galerie der abseitigen Künste, Hamburg 2022, ISBN 978-3-948478-01-8.
- Pier Paolo Pasolini in persona. Gespräche und Selbstzeugnisse. Herausgegeben von Gaetano Biccari. Verlag Klaus Wagenbach, Berlin 2022, ISBN 978-3-8031-3716-6. (Rezension)

### Romane und Erzählungen
- Ragazzi di vita, 1955. (Deutsch: Ragazzi di vita. Übersetzt von Moshe Kahn, Wagenbach, Berlin 1990.)
- Una vita violenta, 1959. (Deutsch: Vita Violenta. Übersetzt von Gur Bland, Piper, München 1963.)
- Il sogno di una cosa, 1962. (Deutsch: Der Traum von einer Sache. Übersetzt von Hans-Otto Dill, Volk und Welt, Berlin [DDR] 1968, Nachdruck Medusa, Berlin [West] 1983.)
- L’odore dell’India, 1962. (Deutsch: Der Atem Indiens. Reisebericht. Übersetzt von Toni Kienlechner, Beck & Glückler, Freiburg 1986, ISBN 3-924175-23-3)
- Alì dagli occhi azzurri. (diverse Erzählungen und Dialoge, darunter die Filmtexte zu Accattone, Mamma Roma und La ricotta), 1965 (deutsch: Ali mit den blauen Augen. Übersetzt von Bettina Kienlechner, Piper, München 1990.)
- La Divina Mimesis, 1975. (Deutsch: Barbarische Erinnerungen. Übersetzt von Maja Pflug, Wagenbach, Berlin 1983.)
- Teorema, 1968. (Deutsch: Teorema oder die nackten Füße. Übersetzt von Heinz Riedt, Piper, München 1969, Neuausgabe 1980.)
- Amado mio, preceduto da Atti impuri, postum 1982. (Deutsch: Amado Mio. Zwei Romane über die Freundschaft. Übersetzt von Maja Pflug, Wagenbach, Berlin 1984)
- Petrolio, Romanfragment, postum 1992. (Deutsch: Petrolio. Übersetzt von Moshe Kahn, Wagenbach, Berlin 1994, ISBN 3-8031-2287-2; Neu-Auflage 2015, ISBN 978-3-8031-2742-6.)
- Storie della città di Dio, posthum 1995. (Deutsch: Geschichten aus der Stadt Gottes. Übersetzt von Annette Kopetzki, Wagenbach, Berlin 1996, ISBN 3-8031-1161-7.)
- Kleines Meerstück. Übersetzt von Maria Fehringer. Folio Verlag, Wien/Bozen 2018, ISBN 978-3-85256-671-9.

### Text-Bildbände
- Rom, andere Stadt. Geschichten und Gedichte, ausgewählt von Annette Kopetzki und Theresia Prammer. Mit Fotografien von Herbert List und einem Nachwort von Dorothea Dieckmann. CORSO, Hamburg 2010, ISBN 978-3-86260-001-4.
- Die lange Strasse aus Sand, aus dem Italienischen von Christine Gräbe und Annette Kopetzki, mit einem Nachwort von Peter Kammerer. Fotos und Tagebuchnotizen einer im Sommer 1959 unternommenen Reise an der Küste rund um Italien. 2. Auflage. Edel, Hamburg 2009, ISBN 978-3-941378-36-0.

### Theaterstücke und Drehbücher
- Il padre selvaggio, 1975 (Drehbuch für einen nicht realisierten Film, 1964)
- I Turcs tal Friul, 1976 (deutsch: Die Türken in Friaul. Zweisprachige Ausgabe, Übersetzung aus dem Friulanischen von Hans Kitzmüller und Horst Ogris, Wieser, Klagenfurt 2003. Der Text stammt aus dem Jahr 1944.)
- San Paolo, 1977 (deutsch: Der heilige Paulus. Hrsg.: Reinhold Zwick und Dagmar Reichardt. Schüren Verlag, Marburg 2007. Kommentierte und mit einem ausführlichen Nachwort versehene deutsche Übersetzung von Pier Paolo Pasolinis Drehbuch zu einem nicht realisierten Filmprojekt über den heiligen Paulus, 1968)
- Affabulazione / Pilade, 1977 (deutsch: Affabulazione oder Der Königsmord / Pylades, deutsch: von Heinz Riedt, Fischer, Frankfurt am Main 1971, TB 1984)
- Porcile / Orgia / Bestia da Stile, 1979 (deutsch: Orgie / Der Schweinestall. Übersetzt von Heinz Riedt, Fischer TB, Frankfurt 1984)
- Porno – Theo – Kolossal. Pasolinis letztes Filmprojekt. Hrsg.  Reinhold Zwick und Dagmar Reichardt. Übersetzt von Dagmar Reichardt, mit zwei Begleittexten der Herausgeber. Schüren Verlag, Marburg 2022.

### Zeichnungen und Gemälde
- Pier Paolo Pasolini: Zeichnungen und Gemälde, hrsg. von Johannes Reiter (Katalog einer Wanderausstellung, mit Texten von Helmut Heissenbüttel, Mario De Micheli, Andrea Zanzotto, Giuseppe Zigaina, Oriana Fallaci, Nicolas Born, Werner Jehle, Luise Rinser, Peter Hamm, Christoph Meckel und Franco Fortini), Balance Rief SA, Basel 1982.

## Pasolini als Thema der Kunst

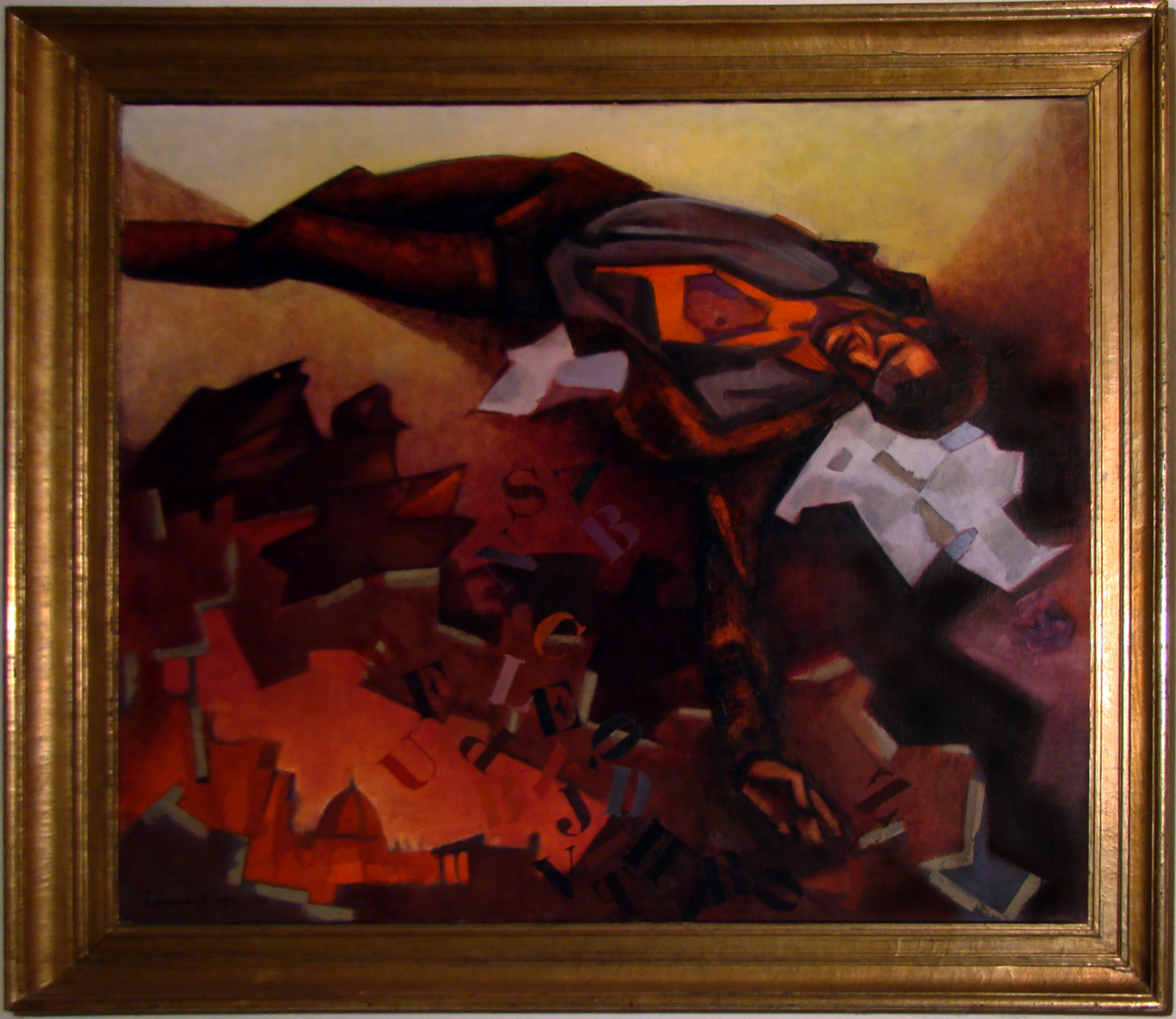
Gemälde Hommage an Pasolini von Václav Šprungl, 1992

Pasolini war lange mit dem österreichischen Maler und Bildhauer Alfred Hrdlicka befreundet. Hrdlicka hat seine Erschütterung über den Mord an Pasolini in zahlreichen Lithografien, Gemälden und Plastiken verarbeitet.

## Musikalische Hommagen an Pasolini
- Der italienische Liedermacher Fabrizio de André veröffentlichte 1980 die Single seines Liedes Una storia sbagliata,[24] in welchem er Bezug auf Leben und Tod Pasolinis nimmt. 1995 erschien die Single erstmals auf einem Album, nämlich Luna di giorno – le canzoni di Pier Paolo Pasolini.[25]
- Der 1995 auf der LP Tilt erschienene Song Farmer in the City von Scott Walker trägt den Untertitel Remembering Pasolini. Der enigmatische Text entstand unter Zuhilfenahme einer Gedichtzeile Pasolinis.
- Das 2007 erschienene Doppelalbum Re: Pasolini des Pianisten Stefano Battaglia ist von Leben und Werk Pasolinis inspiriert. Das Frontbild zeigt ein Standfoto aus dem Film Das 1. Evangelium – Matthäus.